# Союз независимой социалистической молодёжи
Союз независимой социалистической молодёжи, СНСМ (пол. Związek Niezależnej Młodzieży Socjalistycznej, ZNMS) — политическая молодёжная организация в Польше в 1922—1948 годах.
В 1917 году в польских вузах возникли независимое общества студентов сторонников Польской социалистической партии (ППС), которые в 1922 г. соединилось в общегосударственный Союз независимой социалистической молодёжи. Распущен польскими государственными властями в 1938 г., но возродился в конспирации во времени Второй мировой войны и с октября 1945 г. остался формально восстановленный, сначала в Кракове и Вроцлаве, с марта 1946 г. действовал во всей стране. В июле 1948 г. его включили в Союз академической польской молодёжи (пол. Związek Akademickiej Młodzieży Polskiej, ZAMP).